# Altbrief
Ein Altbrief ist ein Brief aus der Zeit vor der Einführung der Briefmarken.

## Zeitliche Einordnung

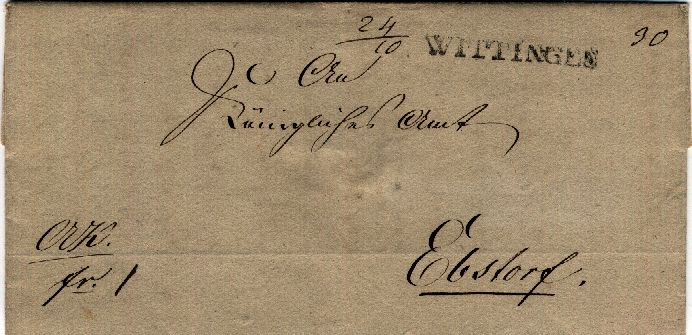
Altbrief

Altbriefe im weiteren Sinn entstanden seit Beginn der Überlieferung von schriftlichen Nachrichten. Als Altbriefe im engeren Sinn bezeichnet man die Schriftstücke, die durch ein geregeltes Postwesen übermittelt wurden. Das Ende der Ära der Altbriefe ist in den jeweiligen Ländern mit der Einführung der Briefmarke anzusetzen, also zunächst 1840 in Großbritannien.

## Beispiel
Altbrief vom 24. Oktober 1835 von Wittingen nach Ebstorf. Die Postgebühr für den Brief der ersten Gewichtsstufe (3/4 Loth) für die Entfernungsprogression von bis zu 6 Meilen (ca. 45 km) betrug ein Guter Groschen und war vorausbezahlt (siehe Vermerk links unten fr. 1). Die Zahl 30 rechts oben ist die Kartierungsnummer, unter der der Brief vom Königlich Hannoverschen Posthalter in Wittingen in die so genannte Briefkarte eingetragen wurde.